# Cornus canadensis
Cornus canadensis é uma espécie de planta com flor da família Cornaceae, nativa do leste da Ásia e América do Norte. É uma planta perene rizomatosa rasteira que cresce até cerca de 20 centímetros de altura.